# Brote de soja verde

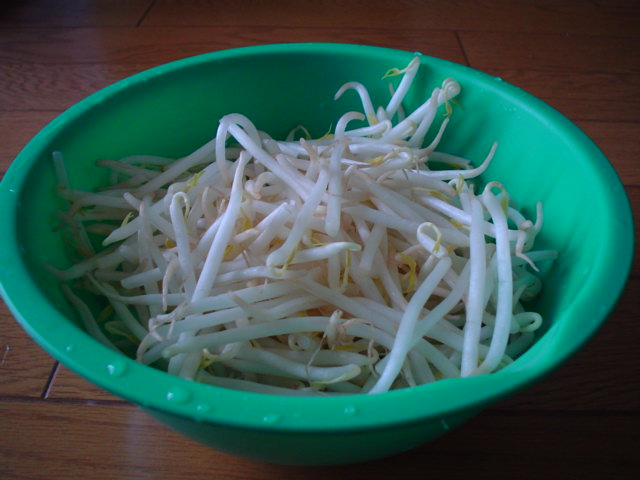
Brotes de soja verde

El brote de soja verde, también llamado togue  (del hokkien: 豆芽 ‘tāu-gê’) en el español filipino, es una germinación de la soja verde o judía mungo (Vigna radiata). Es habitual en la cocina asiática. Generalmente son judías que llevan germinando de una semana, su composición nutricional es mayor que la procedente de las judías sin germinar y el proceso hace que sea más favorable su proceso culinario. Los brotes de soja verde se conservan en lata, generalmente han de ser puestos en remojo y luego lavados antes de ser consumidos. Se suelen consumir crudos o escaldados.

## Usos
Se suele emplear como topping en algunos platos como es el caso de Nam ngiao. En la cocina china se puede encontrar como ingrediente en algunas preparaciones culinarias como son los rollos de primavera, el arroz frito, la sopa de huevo y la sopa agripicante. En la cocina coreana se encuentra su preparación en el plato de verduras denominado Namul (Kongnamul). En la cocina thailandesa es frecuente como ingrediente del Pad Thai. En la cocina occidental se suele emplear como ingrediente de algunas ensaladas.

### Corea

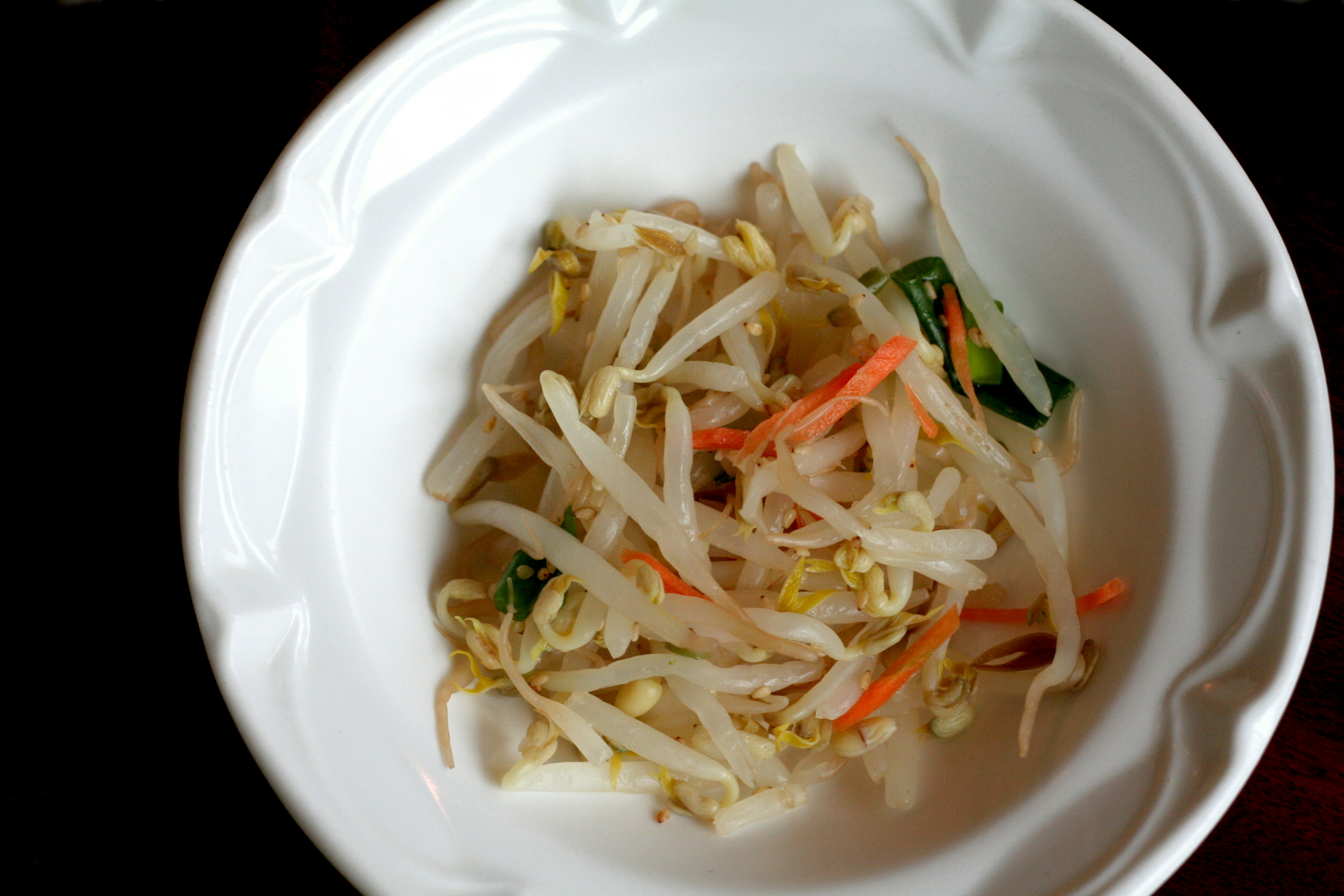
Sukjunamul-muchim

En Corea, la palabra sukjunamul (숙주나물) se refiere a los brotes elaborados a partir de semillas de soja verde (judía mungo), si bien también se llama así un banchan (acompañamiento) condimentado elaborado con brotes de soja verde (judía mungo). Los brotes y el banchan también se denominam a veces nokdunamul (녹두나물) debido a que los brotes crecen del nokdu (judía mungo). Se dice que las primeras dos sílabas del nombre, sukju, proceden de Shin Suk-ju (신숙주 申叔舟), uno de los importantes investigadores que ayudaron a crear el hangul pero también traicionó a sus colegas cuando el Gran Príncipe Suyang usurpó el trono a su sobrino Danjong de Joseon. La gente consideró inmoral el comportamiento de Shin, por lo que llamó a los brotes sukjunamul, debido a que al machacarlo para hacer mandu proyectaban su sentimiento en él.
El banchan está hecho: tras retirar las raíces y las cáscaras de las semillas, los brotes , se escurren y se condimentan con aceite de sésamo, salsa de soja, cebolleta picada, semillas de sésamo, pimienta negra y ajo picado.
Los brotes de soja verde son un ingrediente favorito del mandu (dumpling coreano), además en bokkeumbap (arroz frito coreano).

### Japón

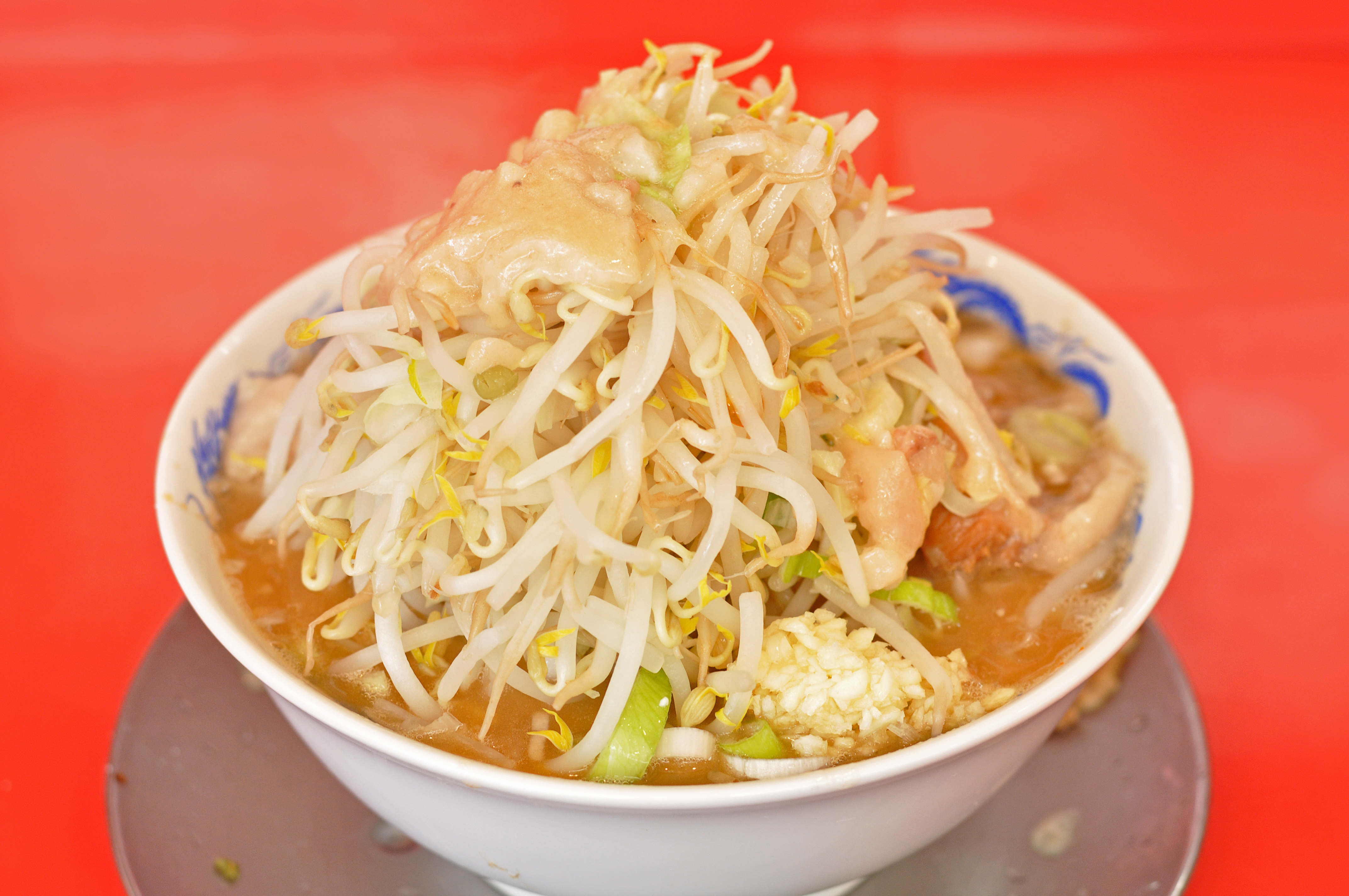
Ramen con brotes de soja verde

En Japón, la palabra moyashi (もやし?) por lo general significa los brotes elaborados a partir de semillas de soja verde (judía mungo), aunque el término también se emplea para nombrar los brotes de soja, adzuki, etc. El moyashi es un ingrediente común en la gastronomía japonesa en platos tal como sopas, nabemono, tsukemono, etc.

## Propiedades sanitarias
Los brotes de soja suelen tener algunas propiedades antinutrientes que pueden ser minimizadas mediante el lavado o el cocinado básico de las mismas. Se aconseja no ingerir más de medio kilo diario. Los brotes de soja son uno de los alimentos que más probabilidades tiene de tener E. coli, salmonela y listeria; bacterias que se desarrollan en las mismas condiciones húmedas y cálidas que los brotes. En Alemania, se cree que esta fue la causa del estallido de E. coli que produjo cientos de intoxicados y varios muertos en Europa en 2011, pero se atribuyó posiblemente al fenogreco procedente de Egipto. Para más detalle se aconseja consultar la publicación de Aunatura Land 